# Norra Bohuslän
Norra Bohuslän var en länsdel inom Göteborgs och Bohus län 1968–1998 då sjukvården inom Göteborgs och Bohus läns landsting var indelad i Södra Bohuslän och Norra Bohuslän. Norra Bohuslän omfattade kommunerna Orust, Uddevalla, Lysekil, Sotenäs, Munkedal, Tanum och Strömstad. Inom Västra Götalands län har Norra Bohuslän utvidgats och ersatts av Fyrbodal.